# Coleophora cornuta
Coleophora cornuta é uma espécie de mariposa do gênero Coleophora pertencente à família Coleophoridae.